# HeLa細胞

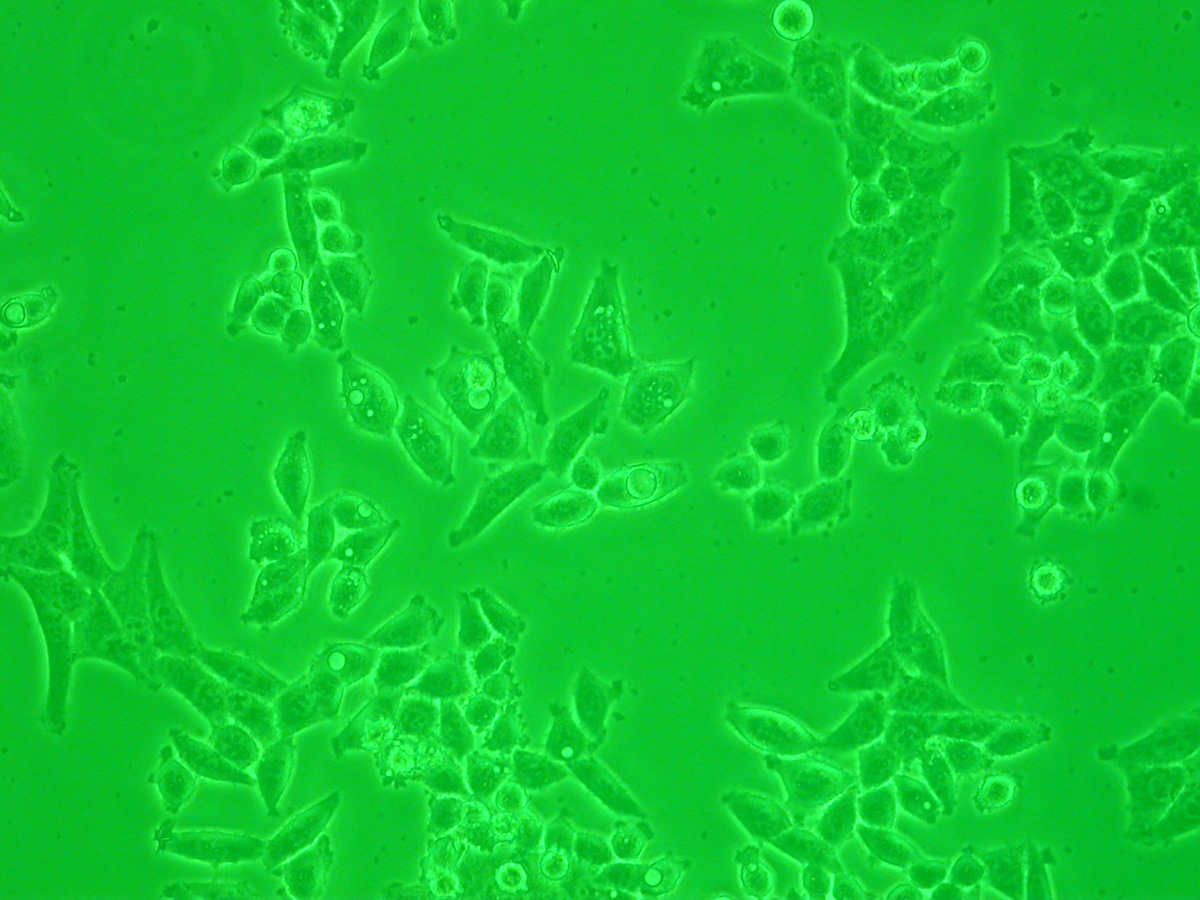
HeLa細胞の顕微鏡写真

HeLa細胞（ヒーラさいぼう）は、ヒト由来の最初の細胞株。不死化した細胞株として世界各地で培養され、in vitroでの細胞を用いる試験や研究に幅広く用いられている。1951年に子宮頸癌で亡くなった30代アフリカ系アメリカ人女性ヘンリエッタ・ラックスの腫瘍病変から分離され、株化された。細胞の採取は本人に無断であったが、その没後に原患者氏名（Henrietta Leanne Lacks）から命名された。

## 起源について
1951年、ジョンズ・ホプキンス大学病院において手術でヘンリエッタ・ラックスから切除された癌性腫瘍から取り出された癌細胞が、同大学の生物学者であるジョージ・オットー・ゲイ (George Otto Gey) によって培養され、細胞株として確立された。
動物の生きた細胞を、実験室で培養する細胞培養（あるいは組織培養）の技術は、19世紀のシドニー・リンガーによるカエル心臓の培養、1885年ヴィルヘルム・ルーのニワトリ胚神経節の培養などの組織レベルから始まった。その後、1907年にはロス・ハリソンがカエルの神経細胞培養に成功したことで、細胞レベルで行われるようになり、マウスなどの哺乳類を含め、様々な動物の細胞が培養されるようになった。しかしヒト由来の細胞を安定に、数週間程度培養し続けることには、多くの研究者が挑戦したにもかかわらず、ハリソンの実験以降の約50年間、誰も成功しなかった。
ジョージ・ゲイは、1940年にウィルトン・アール (Wilton Earle) とともに世界初の株化細胞（安定して増殖を繰り返す細胞）であるL細胞をマウスから作製することに成功した、当時の細胞培養研究の第一人者であった。彼もまた、ヒト細胞の培養に挑戦していたが、1951年2月8日、勤務していたジョンズ・ホプキンス病院で1つの小さな病理切片を入手した。子宮頸癌で診察を受けた、ヘンリエッタ・ラックスのものであった。彼は、この切片から世界初となるヒト細胞株の培養に成功し、彼女の名からアルファベット2文字ずつを取って、HeLa細胞と名付けて発表した。
この細胞は、患者であるヘンリエッタ・ラックスに断りなく培養されたものであった。1950年代当時には、切除された組織や外科手術、治療・診断中に得られた材料は医師及び（または）医療研究所のものであると考えられていたので、患者やその家族に対して説明し、同意を得る必要がなかったからである。このため、最初その細胞株は、ラックスの名前を隠すため、「ヘレン・レーン」あるいは「ヘレン・ラーソン」にちなんで命名されたとされていた。
ヘンリエッタ・ラックスは1951年10月4日に子宮頸癌でこの世を去ったが、彼女の子供がこの細胞のことを偶然知ったのは、20年以上経ってからのことであった。この間にも、HeLa細胞は様々な実験室で用いられ、また商業的にも扱われていたが、その利益の一部を彼女の家族が受けることもなかった。この問題は、後にジョン・ムーア対カリフォルニア大学の指導教授の訴訟 (en) がカリフォルニア州最高裁判所に提訴された際の参考事例となり、法廷は摘出された組織、細胞はその人のものではなく、商業的に扱って構わないと裁定した。
HeLa細胞は継代培養されており、HeLaに由来するいくつかの株（HeLa S3など）も存在する。これらを含めて、全てのHeLa細胞はラックスから切除された同じ腫瘍細胞の子孫である。
採取から時が経つにつれ医療倫理がより重視されるようになり、2013年に欧州分子生物学研究所がHeLa細胞のゲノムの一部を公表したことも、ラックスの遺族の個人情報保護の観点から批判を受けた。このため現代では、アメリカ国立衛生研究所がHeLa細胞のゲノム利用に際してラックス家の事前承認を得るなどルールづくりや、企業・研究機関による寄付などヘンリエッタ・ラックスの顕彰が行われている。

## 特徴
HeLa細胞は付着細胞であり、その形態は上皮様である。増殖能が非常に高く、他の癌細胞と比較してもなお異常に急激な増殖を示す。この増殖能の高さが、ジョージ・ゲイがHeLa細胞の分離に成功した大きな理由であると考えられている。また他の樹立された培養細胞株と同様、不死化しており、細胞分裂を無制限に繰り返す。これらの特徴に加え、HeLa細胞は、足場非依存性増殖が可能である点や、特定の実験動物（抗胸腺細胞処理ハムスター頬袋）で腫瘍を形成することから、癌細胞としての性質を持つことが示されている。

### ヒトパピローマウイルスによる不死化

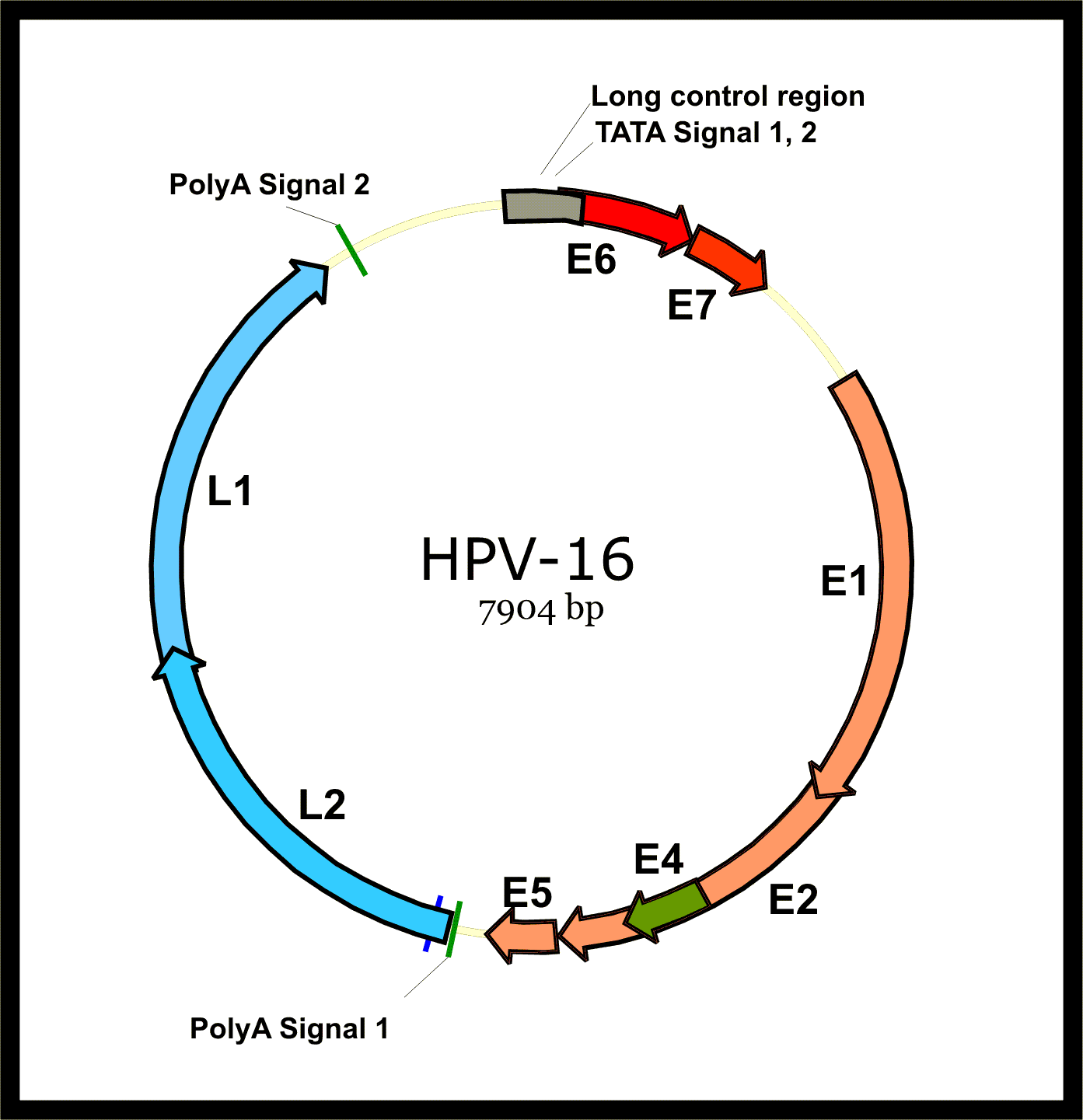
ヒトパピローマウイルスのゲノム。
HeLa細胞のゲノムには、このうちL1、E6、E7を含む領域が入り込んでいる。

HeLa細胞は、ヘンリエッタ・ラックスの子宮頸部の上皮細胞に感染し、癌の原因になったヒトパピローマウイルス18型 (HPV18) の遺伝子の一部（L1、E6、E7を含む領域）が、細胞の染色体に組み込まれたことが、癌化の形質や不死化に関与していると考えられている。マウス由来の細胞などに、HPVのE6、E7遺伝子を遺伝子導入すると、細胞は不死化することが知られている。
HPV18の持つE6およびE7と呼ばれるウイルス初期遺伝子（感染後早い段階で発現する遺伝子群）には、それぞれ宿主細胞の細胞増殖を抑制的に制御するp53タンパク質やRbタンパク質と結合して阻害する働きがある。E6タンパク質はp53と結合してユビキチン化を促進する活性があり、これによって細胞内のp53は分解される。E7タンパク質はRbと結合する活性を持っており、転写因子E2FとRbとの結合を阻害することによって、E2Fが活性化され、細胞周期の停止した状態を解除する。これらの働きによって細胞周期チェックポイントの機構やアポトーシスが回避された結果、HeLa細胞は無限増殖性を持った癌細胞としての性質を持っていると考えられている。
一般に、（L細胞の起源となった例のように）マウスなどの齧歯類由来の細胞は比較的容易に不死化し、通常の培養過程で自発的 (spontaneous) に不死化することもあるが、これに対してヒト細胞は不死化しにくく、HPV E6E7だけでは不死化が起こらないケースも多い。HeLa細胞では、この機構に加えて、他のがん細胞でもしばしば見られるように、テロメラーゼが活性化されており、老化とその結果として起こる細胞死に関係があるとされるテロメアの漸次的短縮を妨げている。これによって、HeLa細胞はヘイフリック限界を回避している。

### 染色体数
HeLa細胞は異数性であり、正常なヒトの染色体数 (2n=46) より多い染色体数を持つ。その染色体数には細胞ごとのばらつきが大きく、同じ系統に由来する細胞株であっても、その中にはいろいろな染色体数を持った細胞が含まれている。例えば、代表的な細胞バンクであるアメリカンタイプカルチャーコレクション (ATCC) のHeLa細胞（CCL-2株）の場合、染色体数分布は82を中心にしてばらついており、12番染色体のコピーを4つ、6番、8番、17番の染色体のコピーをそれぞれ3つ持っている。この染色体の異数化は、細胞分裂時の異常（染色体不分離）によって一旦、四倍体細胞が形成された後、それが細胞分裂を行うときに不均一化して生じることが示唆されている。
2013年にHela細胞のゲノムが解読され、正常細胞と比較して著しいエラーが生じていることが報告された。

## 培養
増殖性が高いため培養は容易である。ただし細胞密度が高くなりすぎると、形質が変化したり細胞死を起こしたりすることがある。多くの研究室で独立に継代維持されている培養細胞には、研究室ごとに性質の違いを生じていることが見られる。HeLa細胞は最も古いヒト培養細胞であるため特にこのような違いが多いと言われている。このような問題を避けるため、必要に応じて、ATCCなどの細胞バンクで維持されている素性の明らかな細胞株を入手して利用する。

## 利用
HeLa細胞はヒトがん細胞のモデルとして、また、最初に樹立されたヒト細胞株であるため、より一般的なヒト細胞のモデルとして、多くの研究において利用された。HeLa細胞はタバコ培養細胞との融合も可能なほど、細胞融合が自由に行える細胞であることや、色々な種類のウイルスに感受性であることから、これらの性質を利用した実験にも用いられる。1953年には、ジョージ・ゲイらは、ポリオウイルスをHeLa細胞に感染させて増殖させることが可能であることと、この感染によってHeLa細胞が死ぬことを利用して、簡便なポリオの診断法を開発した。また、1960年代にはRNAの生合成や細胞内局在に関する研究が、また1970年代には細胞融合を利用した細胞周期に関する研究が、それぞれ主にHeLa細胞を用いて行われている。
アメリカ国立医学図書館の論文データベース「PubMed」によると、HeLa細胞の恩恵を受けた論文は11万以上ある。癌のほか、後天性免疫不全症候群や結核といった感染症、食中毒、人体への放射線被曝の影響などの研究や治療法開発に使われた。

## 他の細胞へのコンタミネーション
HeLa細胞は、極めて増殖性が高いため、同じ実験室で維持されている他の細胞に紛れ込んで汚染（コンタミネーション）する場合がある。
HEp-2細胞(ATCC CCL-23)やKB細胞(ATCC CCL-17)という、どちらもヒト咽頭癌起源の細胞（とされた）は1998-2000年の間にMedline上300回以上も論文に引用された（よく利用された）細胞でありながら、後の調査でどこかでコンタミネーションが起きてHeLa細胞になっていたことが判明した。これ以外にもWISH細胞、AV3細胞、FL細胞、L132細胞、INT407細胞、Chang liver細胞などと名前が付けられたにもかかわらず、のちにHeLa細胞亜株（sub-lines）と判明した事例がある。
何人かの研究者が既に確立された細胞株の同定と純度の試験を行ったが、この汚染の頻度がどの程度であるのかは不明である。

## 新生物Helacyton gartleri
HeLa細胞はラックスの子宮頸癌から生じたと信じられており、また癌細胞としての実験室的な特徴を示すことから、一般的にはがん細胞として扱われている。しかし一部の研究者は、細胞株の分類上の議論をまだ続けている。無限に複製するその細胞の能力とヒトとは異なる染色体数から、リー・ヴァン・ヴェーレンはHeLa細胞を、人間の体細胞とは別種のHelacyton gartleriであると論争的に述べた。